# Lista lui Schindler (carte)
Lista lui Schindler este o carte scrisă de Thomas Keneally. A apărut prima dată în anul 1982 în Marea Britanie. Acțiunea romanului, lucrare distinsă cu prestigiosul premiu Booker Prize, este povestea bazată pe fapte a unui om pe care războiul l-a transformat într-un înger al milei. În conul de umbră al lagărului de la Auschwitz, un boem industriaș german, Oskar Schindler, arian de sânge, și-a riscat viața pentru a salva de la moarte un număr însemnat de evrei care urmau a fi trimiși în lagărele de exterminare naziste. Prin acțiunea sa plină de curaj Schindler și-a câștigat dreptul de a fi considerat o adevărată legendă a evreilor din Cracovia (Polonia) aflată sub ocupație germană.